# Atherinella sallei
Atherinella sallei är en fiskart som först beskrevs av Regan, 1903.  Atherinella sallei ingår i släktet Atherinella och familjen Atherinopsidae. Inga underarter finns listade.